# 旅に夢中
『旅に夢中』（たびにむちゅう）は、1992年4月5日から1993年3月28日まで、朝日放送の制作により、テレビ朝日系列局で毎週日曜 9:30 - 10:00 （JST）に放送された旅番組である。関西ペイントグループの単独提供。
毎回、芸能人やその他の著名人（主にピアニストの熊本マリなど）が、ヨーロッパ各国の歴史・文化を辿って旅をするというスタイルが採られていた。

## ネット局
| 放送対象地域   | 放送局             | 系列           | 備考                   |
| -------------- | ------------------ | -------------- | ---------------------- |
| 近畿広域圏     | 朝日放送           | テレビ朝日系列 | 制作局                 |
| 関東広域圏     | テレビ朝日         | テレビ朝日系列 |                        |
| 北海道         | 北海道テレビ       | テレビ朝日系列 |                        |
| 青森県         | 青森朝日放送       | テレビ朝日系列 |                        |
| 宮城県         | 東日本放送         | テレビ朝日系列 |                        |
| 秋田県         | 秋田朝日放送       | テレビ朝日系列 | 1992年10月の開局時から |
| 福島県         | 福島放送           | テレビ朝日系列 |                        |
| 新潟県         | 新潟テレビ21       | テレビ朝日系列 |                        |
| 長野県         | 長野朝日放送       | テレビ朝日系列 |                        |
| 静岡県         | 静岡けんみんテレビ | テレビ朝日系列 | 現・静岡朝日テレビ     |
| 石川県         | 北陸朝日放送       | テレビ朝日系列 |                        |
| 中京広域圏     | 名古屋テレビ       | テレビ朝日系列 |                        |
| 広島県         | 広島ホームテレビ   | テレビ朝日系列 |                        |
| 香川県・岡山県 | 瀬戸内海放送       | テレビ朝日系列 |                        |
| 福岡県         | 九州朝日放送       | テレビ朝日系列 |                        |
| 長崎県         | 長崎文化放送       | テレビ朝日系列 |                        |
| 熊本県         | 熊本朝日放送       | テレビ朝日系列 |                        |
| 鹿児島県       | 鹿児島放送         | テレビ朝日系列 |                        |